# Maria Creuza
Maria Creuza (* 26. Februar 1944 im Bundesstaat Bahia, Brasilien) ist eine bedeutende brasilianische Sängerin.
Gebürtig im Hinterland des Bundesstaates Bahia zog ihre Familie nach Salvador, als Maria noch ein Kind war. Als Jugendliche war sie bereits Sängerin bei einigen Bands, gleichzeitig arbeitete sie bei verschiedenen Radiostationen mit so großem Erfolg, dass sie sogar eine eigene Show im Lokalfernsehen (Encontro com Maria Creuza – Treffen mit Maria Creuza) bekam. Ihr Idol war die Sängerin Maysa, der sie speziell zu Beginn ihrer Karriere nacheiferte.
Landesweite Berühmtheit erlangte Creuza durch ihre Teilnahme an Festivals, wobei sie häufig zusammen mit dem Duo Antônio Carlos & Jocafi auftrat; im Jahr 1969 bekam sie den Preis der besten Künstlerin. In den 1970er Jahren sang sie häufig gemeinsam mit Toquinho und Vinicius de Moraes und nahm einige Platten auf. Creuza wurde in dieser Zeit zur Lieblingsinterpretin von Vinicius de Moraes, der ihre Karriere tatkräftig unterstützte. Von sich selbst sagt sie, dass sie eine intuitive Sängerin sei, die das, was der Komponist zu sagen hat, schätzt.
Nach wie vor nimmt Maria Creuza Platten auf, gibt Konzerte und ist mittlerweile auch außerhalb Brasiliens bekannt. Berühmtere Aufnahmen sind
- Festa no Terreiro de Alaketu
- Mas que Doidice
- Eu Disse Adeus
- Pois É
- Eu Sei que Vou Te Amar